# Tipula (Eremotipula) jicarilla
Tipula (Eremotipula) jicarilla is een tweevleugelige uit de familie langpootmuggen (Tipulidae). De soort komt voor in het Nearctisch gebied.